# Fernando Jaramillo (taekwondo)
Fernando Jaramillo es un deportista ecuatoriano que compitió en taekwondo. Ganó una medalla de bronce en los Juegos Panamericanos de 1987, y dos medallas de bronce en el Campeonato Panamericano de Taekwondo en los años 1984 y 1986.

## Palmarés internacional
| Juegos Panamericanos    | Juegos Panamericanos          | Juegos Panamericanos | Juegos Panamericanos |
| Año                     | Lugar                         | Medalla              | Categoría            |
| ----------------------- | ----------------------------- | -------------------- | -------------------- |
| 1987                    | Indianápolis (Estados Unidos) | Medalla de bronce    | –83 kg               |
| Campeonato Panamericano |                               |                      |                      |
| Año                     | Lugar                         | Medalla              | Categoría            |
| 1984                    | Paramaribo (Surinam)          | Medalla de bronce    | –84 kg               |
| 1986                    | Guayaquil (Ecuador)           | Medalla de bronce    | –83 kg               |